# Bulevarden

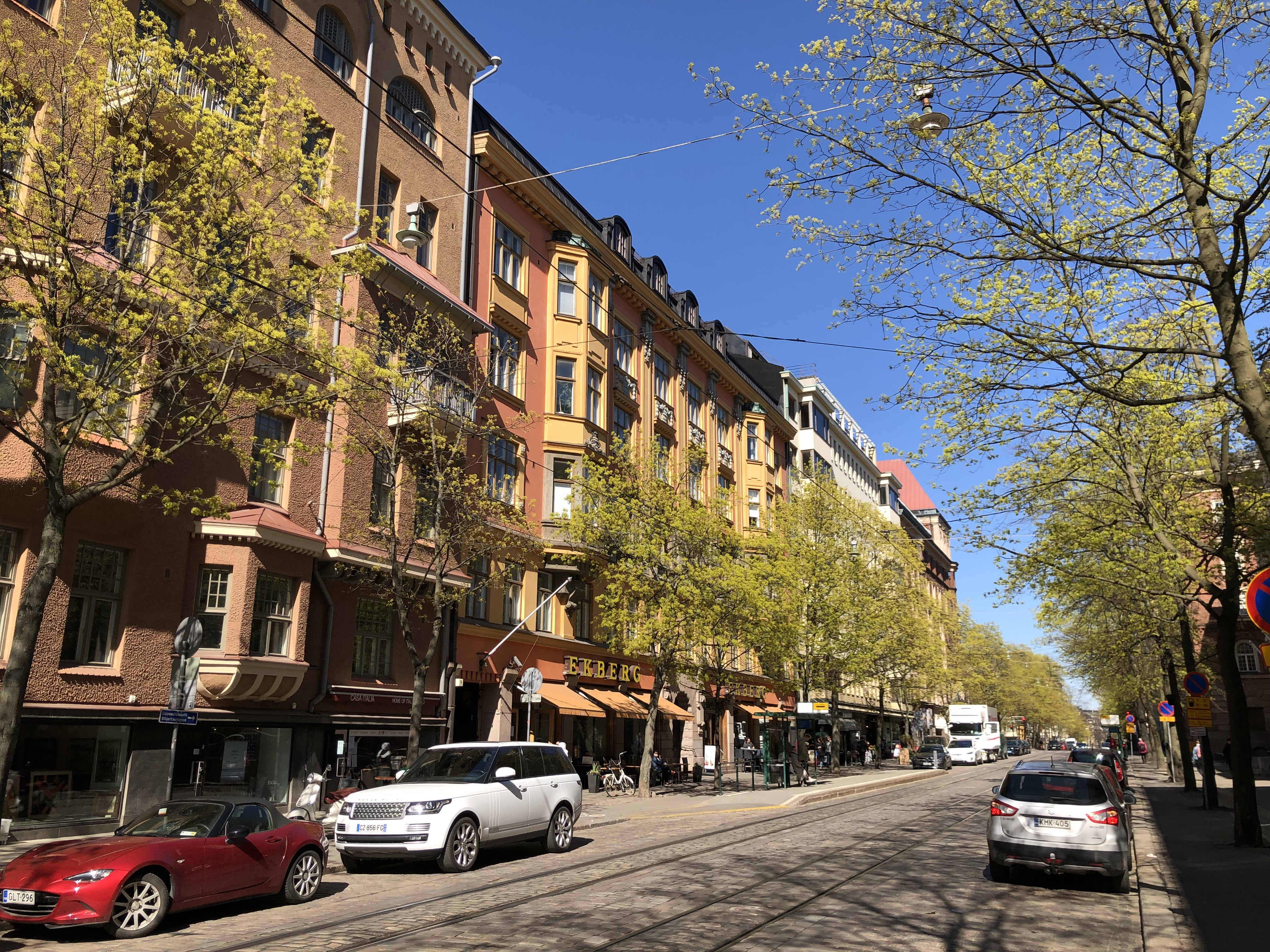
Bulevarden i maj 2019

Bulevarden (finska: Bulevardi) är en gata i centrala Helsingfors i stadsdelen Kampen. Den västra delen av Bulevarden utgör gränsen mellan Kampen och Rödbergen. Bulevarden går mellan södra ändan av Mannerheimvägen i  Skillnaden och Sandvikens torg.

## Byggnader och platser

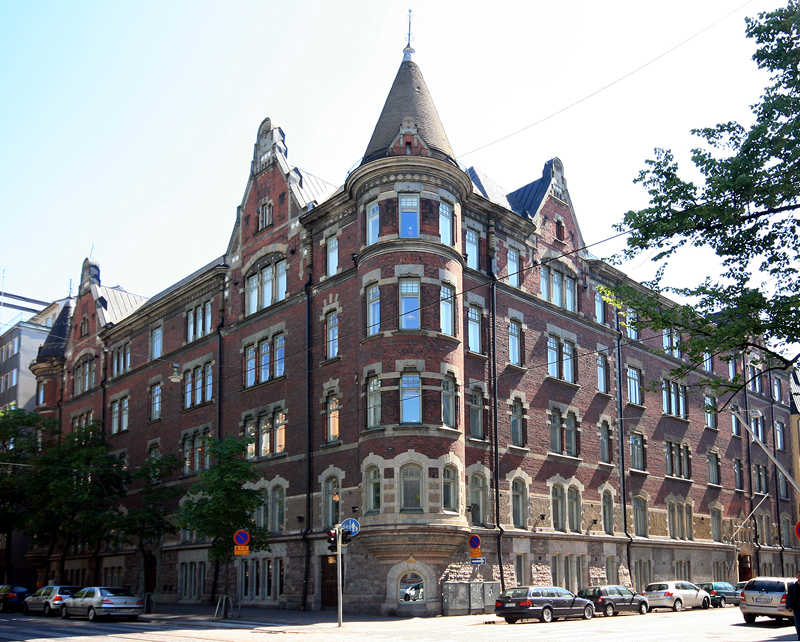
Bulevarden 30

Vid Bulevarden ligger flera betydande byggnader och parker. De flesta byggnaderna i gatans östra ända har byggts i slutet av 1800-talet eller i början av 1900-talet. Från Fredriksgatan västerut finns det också flera funkisbyggnader från 1930-talet. Vissa byggnader som skadades under bombningar i andra världskriget har rivits och ersatts med nyare skapelser. Gamla kyrkoparken ligger mellan Annegatan och Georgsgatan. 
Vid Bulevarden 9 ligger Ekbergs Café och vid korsningen Bulevarden/Albertsgatan finns Helsingfors magistrat och Alexandersteatern, där Finlands nationalopera tidigare verkade. Vid Sandvikens torg finns den före detta huvudbyggnaden för Tekniska högskolan som flyttade till Otnäs på 1950-talet. Konstmuseet Sinebrychoff finns i Sinebrychoffsparken. 

### Bulevarden 10
Bulevarden 10 byggdes efter ritningar av arkitekt Theodor Granstedt år 1891. Byggherren var friherre Axel de la Chapelle. Byggnaden representerar nyrenässansarkitektur och var ursprungligen ett bostadshus. År 1953 påbyggdes byggnaden efter ritningar av arkitektbyrån Ragnar Forsström & Yngve Lagerblad. Flygelbyggnaden stod färdig 1977 (O. Hansson).

### Bulevarden 14
Byggnaden på Bulevarden 14 (eller Annegatan 15) är byggd efter ritningar av Waldemar Aspelin år 1897. Byggherre var doktor Waldemar Ekelund. Numera används byggnaden av förlaget WSOY. Gatufasaderna och huvudtrapphusen har bevarat sina ursprungliga utseenden.